# Fontainebleau Resort Las Vegas
El Fontainebleau Las Vegas es un proyecto multimillonario de un hotel/condo/casino de 3 700 millones de dólares que consiste principalmente en un rascacielos de 224 metros de altura y 67 pisos que alberga un total de 3 700 habitaciones. Está situado en el extremo norte de Las Vegas Strip en un terreno de 99 000 m² anteriormente ocupado por los hoteles El Rancho y Algiers.
El proyecto incluirá: 8 800 m² de área de casino, 5 600 m² de spas, 3 300 asientos para un teatro, 1 018 unidades de un condo-hotel, 17 000 m² de espacio comercial, 37 000 m² de espacio interior y exterior para conferencias, nightclubs y 24 restaurantes y lounges.
Actualmente la construcción del hotel está detenida.